# 相関空間
相関空間（そうかんくうかん、relational space）とは、以下の1と2、ならびにAとBという2つの空間における相関関係をまとめて規定する経済地理学の用語である。
1. 絶対空間の実質的包摂の過程である有界化の帰結として生産された領域
2. ならびに相対空間の実質的包摂の過程である空間統合結果として生産された交通・通信ネットワーク

この1.と2.の両者が相互に関連（相関）しあうと、新しい空間編成が出来上がる。
これにより、
- A. 経済・社会に包摂される以前の原初的な空間（絶対空間と相対空間という2元性をもつ）
- B. 生産された空間編成

との相関も生じる。
原初的な相対空間の距離は分断をもたらす。この分断という性質は、人為的な有界化により生産された分断と共通性がある。また、原初的な絶対空間の連続性は主体間の連続性をもたらす。この連続性という性質は、人為的な空間統合により生産された連続性と共通性がある。分断と連続性という性質は、原初的空間にも生産された空間編成にも存在するので、実際に経済・社会の基礎にある空間の編成は、「連続性」と「分断」という新たな二元性をもつことになる。
経済・社会は、この連続性と分断とを巧みに調整し、その支配的システムに最も適合した空間編成をつくりあげてゆく。これは、生産された領域を垂直的に編成しなおす領域統合と、水平的に編成しなおす土地利用調整の2つの過程にわけられる。
経済立地論の源流をさかのぼると、領域統合はクリスタラーの中心地理論によって、また土地利用調整はチューネンの農業立地論によって、それぞれその論理が探求された。